# Uchi no Maid ga Uzasugiru!
Uchi no Maid ga Uzasugiru! (うちのメイドがウザすぎる! Uchi no Meido ga Uzasugiru!?), también conocida como UzaMaid! (ウザメイド! UzaMeido!?), es una serie de manga japonesa escrito e ilustrado por Kanko Nakamura. Comenzó su serialización en la revista Gekkan Action de Futabasha el 25 de agosto de 2016, y hasta el momento se ha compilado en diez volúmenes tankōbon. Una adaptación a anime anunciada el 11 de abril de 2018, fue producida por Doga Kobo y se emitió del 5 de octubre al 21 de diciembre de 2018.

## Sinopsis
Tsubame Kamoi, una expiloto de JASDF que se siente atraída por las chicas jóvenes, acepta un trabajo como sirvienta para cuidar de Misha Takanashi, una niña rusa que recientemente perdió a su madre. La serie sigue el día a día de Misha, que tiene que lidiar constantemente con el cuestionable comportamiento de Tsubame, ocasionalmente apreciando también sus buenas cualidades.

## Personajes
Misha Takanashi (高梨 ミーシャ Takanashi Mīsha?)
 Seiyū: Haruka Shiraishi
Una niña rusa que se ha convertido en una reclusa rebelde tras la muerte de su madre. Teme el comportamiento de Tsubame y, a menudo, intenta encontrar formas de deshacerse de ella. Su madre le había puesto el nombre de la serie de anime Koguma no Mīsha sobre la mascota olímpica de 1980, Misha.
Tsubame Kamoi (鴨居 つばめ Kamoi Tsubame?)
 Seiyū: Manami Numakura
Una ex soldado de la JASDF que se convierte en la criada de la familia Takanashi. Tiene una fascinación por las niñas pequeñas y por eso se apega mucho a Misha.
Mimika Washizaki (鷲崎 みみか Washizaki Mimika?)
 Seiyū: Sayaka Harada
Compañera de clase de Misha, a quien se le conoce con el apodo de "Washiwashi".
Yui Morikawa (森川 ゆい Morikawa Yui?)
 Seiyū: Shiori Izawa
Compañera de clase de Misha que tiene una rivalidad unilateral con ella.
Midori Ukai (鵜飼 みどり Ukai Midori?)
 Seiyū: Mao Ichimichi
Otra ex soldado de JASDF con una gran fascinación por su compañera y camarada Tsubame. Es la responsable de que Tsubame abandonara la fuerza aérea por su obsesión masoquista.
Yasuhiro Takanashi (高梨 ヤスヒロ Takanashi Yasuhiro?)
 Seiyū: Masayuki Katou
El padrastro de Misha, que se deleita demasiado cuando Misha le muestra algún tipo de interés.
Kumagorō (クマゴロー?)
El hurón mascota de Misha.

## Contenido de la obra

### Manga
Uchi no Maid ga Uzasugiru! es escrito e ilustrado por Kanko Nakamura, comenzó su serialización en la revista Gekkan Action de Futabasha el 25 de agosto de 2016, y hasta el momento se ha compilado en diez volúmenes tankōbon. Los dos primeros capítulos se publicaron originalmente en la publicación Hirari yuri de Shinshokan bajo el nombre Tsubakuma! (つばくま!?) entre el 30 de noviembre de 2013 y el 29 de marzo de 2014. El manga tiene licencia en Norteamérica por Kaiten Books.
| Volúmenes de manga publicados | Volúmenes de manga publicados | Volúmenes de manga publicados |
| Número                        | Fecha de publicación          | ISBN                          |
| ----------------------------- | ----------------------------- | ----------------------------- |
| 1                             | 12 de enero de 2017           | ISBN 978-4-575-84913-4        |
| 2                             | 12 de octubre de 2017         | ISBN 978-4-575-85043-7        |
| 3                             | 12 de abril de 2018           | ISBN 978-4-575-85135-9        |
| 4                             | 12 de noviembre de 2018       | ISBN 978-4-575-85229-5        |
| 5                             | 8 de agosto de 2019           | ISBN 978-4-575-85337-7        |
| 6                             | 12 de marzo de 2020           | ISBN 978-4-575-85421-3        |
| 7                             | 12 de noviembre de 2020       | ISBN 978-4-575-85512-8        |
| 8                             | 11 de agosto de 2021          | ISBN 978-4-575-85621-7        |
| 9                             | 12 de mayo de 2022            | ISBN 978-4-575-85715-3        |
| 10                            | 9 de marzo de 2023            | ISBN 978-4-575-85822-8        |

### Anime
Se anunció una adaptación de la serie al anime el 11 de abril de 2018. La serie se emitió en Japón entre el 5 de octubre y el 21 de diciembre de 2018 en AT-X, Tokyo MX, KBS, BS11, Sun TV, TV Aichi y TVQ Broadcasting Kyushu, y fue transmitida simultáneamente por Crunchyroll. La serie está dirigida por Masahiko Ohta y escrita por Takashi Aoshima, con animación del estudio Doga Kobo. Los diseños de personajes para la serie son proporcionados por Jun Yamazaki. Los temas de apertura y final respectivamente son "Uzauza☆Waosu!" (ウザウザ☆わおーっす！ Annoying Wow!?) y "Tokimeki Climax" (ときめき☆くらいまっくす?), ambos interpretados por Haruka Shiraishi y Manami Numakura. Se incluyó un OVA con el cuarto volumen de Blu-ray/DVD de la serie, lanzado el 24 de abril de 2019.
| Episodios | Episodios | Episodios               |
| Número    | Título | Fecha de estreno        |
| --------- | --- | ----------------------- |
| 1         | «¡Nuestra sirvienta es demasiado fastidiosa!» «Uchi no Meido ga Uzasugiru!» (うちのメイドがウザすぎる！)                                     | 5 de octubre de 2018    |
| 2         | «Mi sirvienta me raptó» «Uchi no Meido ni Sarawa Reta» (うちのメイドにさらわれた)                                                            | 12 de octubre de 2018   |
| 3         | «Mi sirvienta me acecha» «Uchi no Meido ga Shinobiyoru» (うちのメイドが忍び寄る)                                                             | 19 de octubre de 2018   |
| 4         | «Mi sirvienta adora a las niñas» «Uchi no Meido wa Yōjo ga Tōtoi» (うちのメイドは幼女が尊い)                                                 | 26 de octubre de 2018   |
| 5         | «Mi sirvienta está en todas partes» «Uchi no Meido wa Doko ni Demo Iru» (うちのメイドはどこにでもいる)                                       | 2 de noviembre de 2018  |
| 6         | «¿La chica del pasado de nuestra sirvienta?» «Uchi no Meido no Mukashi no On'na?» (うちのメイドの昔のオンナ？)                               | 9 de noviembre de 2018  |
| 7         | «Mi casa sin la sirvienta molesta» «Uchi no Meido ga Inai Ie» (うちのメイドがいない家)                                                       | 16 de noviembre de 2018 |
| 8         | «Mi sirvienta es una señorita adinerada» «Uchi no Moto Meido wa Ojōsama» (うちの元メイドはお嬢様)                                            | 23 de noviembre de 2018 |
| 9         | «Mi sirvienta y el día que me conoció» «Uchi no Meido to Ano Ni~Tsu no Deai» (うちのメイドとあの日の出会い)                                  | 30 de noviembre de 2018 |
| 10        | «Mi sirvienta y Yasuhiro» «Uchi no Meido to Yasuhiro to» (うちのメイドとヤスヒロと)                                                          | 7 de diciembre de 2018  |
| 11        | «Mi sirvienta y la habitación abierta» «Uchi no Meido to akazu no Heya» (うちのメイドと開かずの部屋)                                         | 14 de diciembre de 2018 |
| 12        | «Mi sirvienta ahora y para siempre» «Uchi no Meido to Korekara mo» (うちのメイドとこれからも)                                                | 21 de diciembre de 2018 |
| OVA       | «Mi sirvienta aún es demasiado molesta…» «Uchi no Meido wa Yappari mō Hontouza Inda nā……» (うちのメイドはやっぱりもうホントウザいんだなあ……) | 24 de abril de 2019     |